# マーヘル・アル＝アサド
マーヘル・アル＝アサド(アラビア語: ماهر الأسد, 文語アラビア語発音：Māhir al-Asad(マーヒル・アル＝アサド), 口語アラビア語発音：Māher al-Asad(マーヘル・アル＝アサド)、英字表記例：Maher al-Assad，1967年12月8日 - ) は、シリアの軍人・政治家。
元シリア大統領ハーフィズ・アル＝アサドの三男として生まれた（四男マジドとの関係については、マジドが三男でマーヘルが四男との説もある。なお、マジドについては病弱で他の兄弟達と異なり政治の表舞台に立つ事はなく、長い闘病の末2009年頃に亡くなったとされる）。前シリア大統領であるバッシャール・アル＝アサドは実兄。宗教的にはイスラーム教アラウィー派に属す。

## 経歴
職業軍人としてのキャリアを歩み、共和国防衛隊や秘密警察と共に治安部隊の核心を形成している精鋭部隊第4機甲師団の部隊長を務める。
ハーフィズ・アル＝アサド時代の1994年に後継者と目された長男のバースィル・アル＝アサドが急死すると、一介の眼科医として過ごし、それまで政治や軍事への関与が殆ど無かった次男のバッシャールよりも、職業軍人である彼を後継者に推す声も多かったが、粗野な性格からバッシャールの方に白羽の矢が立ったと言われ、シリア内戦においても当初のデモの段階から武力による鎮圧を主導したとされる。
バッシャール・アサド政権内では政府閣内での役職は持たず、バース党内での役職などの詳細は不明だが、所属する第4機甲師団以外の軍部隊や治安機関にも大きな影響力を持つとされ、アサド政権・バース党体制の事実上のナンバー2と目されていた。